# Otterswiller
Otterswiller (dt. Ottersweiler) ist eine französische Gemeinde mit 1303 Einwohnern (Stand 1. Januar 2021) im Kanton Saverne im Département Bas-Rhin in der Region Grand Est (bis 2015 Elsass). 

## Geografie
Die Gemeinde am Fuß der Nordvogesen liegt drei Kilometer südlich der Stadt Saverne. Das Gemeindegebiet wird vom Flüsschen Mossel durchquert. Die weiteren Nachbargemeinden sind Schwenheim im Südosten, Marmoutier im Süden und Gottenhouse im Südwesten.

## Historische Bauten
Die Eisenbahnlinie Molsheim-Saverne ist heute nicht mehr in Betrieb. Ein Viadukt und der ehemalige Bahnhof sind erhalten geblieben.

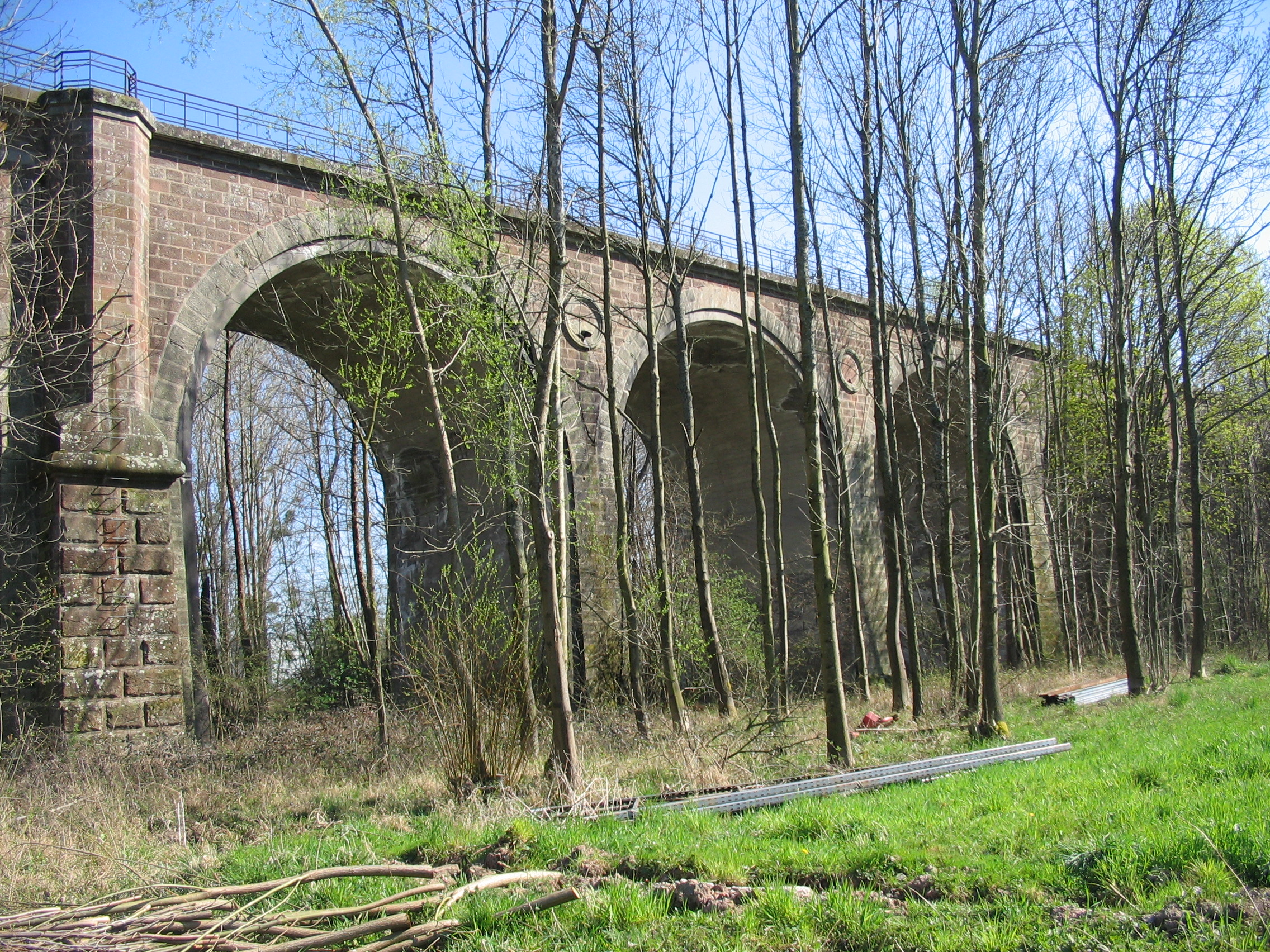
Viadukt der stillgelegten Eisenbahnlinie Molsheim-Saverne
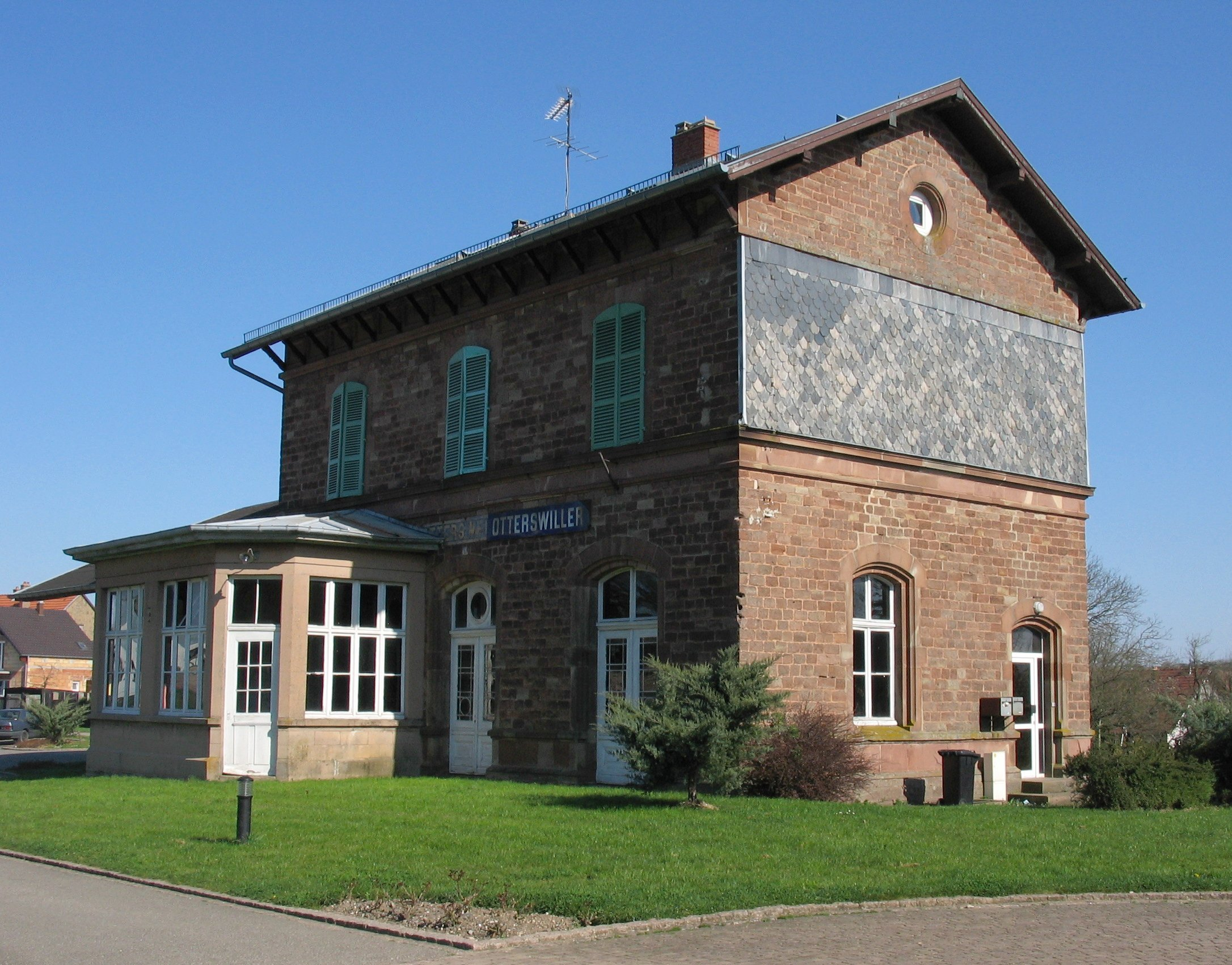
Ehemaliger Bahnhof

## Bevölkerungsentwicklung
| Jahr      | 1962 | 1968 | 1975 | 1982 | 1990 | 1999 | 2007 | 2018 |
| Einwohner | 663  | 699  | 832  | 1124 | 1147 | 1177 | 1353 | 1333 |